# Enicospilus unicallosus
Enicospilus unicallosus là một loài tò vò trong họ Ichneumonidae.